# Psilotrichum stenanthum
Psilotrichum stenanthum är en amarantväxtart som beskrevs av C. C. Towns. Psilotrichum stenanthum ingår i släktet Psilotrichum och familjen amarantväxter. Inga underarter finns listade i Catalogue of Life.